# Прогрешшу ду Самбізанга (Луанда)
Прогрешшу Ассоціасау ду Самбізанга (порт. Progresso Associação do Sambizanga), або просто «Прогрешшу ду Самбізанга» — ангольський футбольний клуб з Луанди, заснований 1975 року. Виступає в Чемпіонат Анголи з футболу (Гірабола). Домашні матчі приймає на стадіоні «Ештадіу да Сідадела», який вміщує 4 000 глядачів.

## Історія клубу
Клуб був заснований 17 листопада 1975 року в результаті злиття трьох інших клубів: «Жувентуде Уніда ду Баірру Альфреду», «Жувентішта» та «Важа». Клуб проводить домашні матчі на стадіоні «Ештадіу душ Конкейруш», який вміщує 4 000 глядачів.
В 1981 році «Прогрешшу ду Самбізанга» дебютував у Гіраболі, в 1996 році виграв свій перший та єдиний національний трофей — Кубок Анголи. Цей тріумф дозволив клубу кваліфікуватися для участі в Кубку володарів кубків КАФ 1997 року, де в першому раунді ангольський клуб зустрівся з представником Габону «ФК 105 Лібревіль». Вдома «Прогрешшу ду Самбізанга» переміг з рахунком 1:0, а в матчі-відповіді поступився з рахунком 0:2 та припинив виступи в турнірі. На сьогодні це остання поява клубу на континентальних змаганнях.
У 1980 році клуб розширив свої міжнародні зв'язки. Він став першим африканським футбольним клубом, що грав на легендарному «Маракана» в Ріо-де-Жанейро. Пізніше, клуб розширив свою діяльність, щоб включати в себе інші види спорту. Крім успішного відділу жіночого футболу в клубі займаються атлетикою, вітрильним спортом, тенісом, волейболом та шахами.
З 2012 року клуб проводить передсезонні збори в Бразилії в Тока да Рапоша I і провів контрольні матчі проти Крузейру та Атлетіку Мінейру.

## Досягнення
- Гіра Ангола (Серія А)
  -  Чемпіон (1): 2002, 2010
  -  Бронзовий призер (2): 2008, 2009

- Кубок Анголи: 1
  -  Володар (1): 1996

- Суперкубок Анголи
  -  Фіналіст (1): 1997

## Форма
Форма клубу має жовто-чорні кольори: футболка смугастого жовто-чорного кольору з чорними рукавами, спортивні труси - чорного кольору, шкарпетки - смугастого жовто-чорного кольору.

## Стадіон
Стадіон «Кампу Маріу Сантьягу» належить «Прогрешшу ду Самбізанга». Він розташований у рідному районі Луанди команди, Самбізанга. Реконструкція 8 000-го стадіону розпочалася в 1996 році на спонсорські кошти, але через деякий час була призупинена через відсутність фінансування. Реконструкція була відновлена в 2016 році завдяки підписанню спонсорської угоди з «Федерацією Едуарду душ Сантуша» (FESA). Орієнтовно через 18 місяців має завершитися реконструкція, а місткість стадіону збільшиться до 18 000 місць.

## Статистика виступів у національних чемпіонатах
| 1999 ГБ | 2001 ГБ | 2002 ГА a | 2003 ГБ | 2004 ГБ | 2005 ГБ | 2006 ГБ | 2008 ГА a | 2009 ГА a | 2010 ГА a | 2011 ГБ | 2012 ГБ | 2013 ГБ | 2014 ГБ | 2015 ГБ | 2016 ГБ |
|         |         | 1м        |         |         |         |         |           |           | 1м        |         |         |         |         |         |         |
|         |         |           |         |         |         |         |           |           |           |         |         |         |         |         |         |
|         |         |           |         |         |         |         | 3         | 3         |           |         |         |         |         |         |         |
|         |         |           |         |         |         |         |           |           |           |         |         |         |         |         |         |
|         |         |           |         |         |         |         |           |           |           |         |         |         |         |         |         |
|         |         |           |         |         |         |         |           |           |           |         |         |         |         |         |         |
|         |         |           |         |         |         |         |           |           |           |         |         |         |         |         |         |
|         |         |           | 8       |         |         |         |           |           |           |         | 8       |         |         |         |         |
|         |         |           |         |         |         |         |           |           |           |         |         | 9       |         |         |         |
|         |         |           |         |         | 10      |         |           |           |           |         |         |         | 10      |         |         |
|         |         |           |         | 11      |         |         |           |           |           |         |         |         |         |         |         |
|         | 12      |           |         |         |         |         |           |           |           | 12      |         |         |         | 12      |         |
|         |         |           |         |         |         | 13      |           |           |           |         |         |         |         |         |         |
|         |         |           |         |         |         |         |           |           |           |         |         |         |         |         |         |
| 15      |         |           |         |         |         |         |           |           |           |         |         |         |         |         |         |

Примітки:1м = Вихід до Гіраболи, ГБ = Гіраболи, ГА = Гіра Ангола 
    Рейтинг червоного кольору означає, що клуб вилетів з турніру 
   Рейтинг пурпурового кольору означає, що клуб підвищився у класі та вилетів протягом одного й того ж сезону

## Виступи в континентальних турнірах КАФ
| Сезон | Турнір                     | Раунд | Клуб             | Вдома | На виїзді | Загальний |
| ----- | -------------------------- | ----- | ---------------- | ----- | --------- | --------- |
| 1997  | Кубок володарів кубків КАФ | 1     | ФК 105 Лібревіль | 1-0   | 0-2       | 1-2       |

## Відомі гравці
| - Жоакім Адау - Антоніу Анату - Авеш - Єн Бакала - Жерар Бакінде - Жоау Ернані Роша Барруш - Бенвінду - Ерік Боканга - Бенгеле Бомбаса - Калу - Едсон Ката - Кельсон - Ісаак Коррея - Уго Евора - Іту - Йоханнс Янце - Калуша - Домінік Ківуву - Жайме Лінареш | - Антоніу Луїш душ Сантуш Серраду - Манторраш - Массінга - Зола Матумона - Альбер Міламбо - Нандінью - Нуну Нету - Уго Н'яме - Паж - Олівіу Пілолаш - Лоренс Фірі - Тафадзва Русіке - Саву - Базола Тусілу - Вожинья - Яну - Юрі - Зіку |

## Відомі тренери
| Тренер                     |                | Період |                 | Ліга | Кубок             | Суперкубок |
| -------------------------- | -------------- | ------ | --------------- | ---- | ----------------- | ---------- |
| Едуарду Лаурінду да Сільва | (1981)         | -      |                 |      |                   |            |
| Педру Кідуму               | (1989)         | -      | (1990)          |      |                   |            |
| Жоакім Дініш               | (1996)         | -      |                 |      | Кубок Анголи 1996 |            |
| Сальвіану Магаляєш         | (січень 2001)  | -      | (липень 2001)   |      |                   |            |
| Наполеау Брандау           | (липень 2001)  | -      | (квітень 2003)  |      |                   |            |
| Арналдо Ганомал            | (квітень 2003) | -      |                 |      |                   |            |
| Жозе Альберту Торреш       | (2004)         | -      |                 |      |                   |            |
| Жозе Ферраш                | (2005)         | -      |                 |      |                   |            |
| Луїш Маріану               | (2006)         | -      |                 |      |                   |            |
| Жоау Машаду                | (2007)         | -      |                 |      |                   |            |
| Даніель Ндунгуїді          | (січень 2009)  | -      | (серпень 2009)  |      |                   |            |
| Жоау Іманга "Жангуеліту"   | (серпень 2009) | -      |                 |      |                   |            |
| Драшко Стоїлжкович         | (липень 2010)  | -      | (травень 2011)  |      |                   |            |
| Ян Броувер                 | (травень 2011) | -      | (листопад 2011) |      |                   |            |
| Давід Діаш                 | (січень 2012)  | -      | (листопад 2013) |      |                   |            |
| Лусіу Антунеш              | (грудень 2013) | -      | (листопад 2014) |      |                   |            |
| Маріу Каладу               | (грудень 2014) | -      | (квітень 2015)  |      |                   |            |
| Альбану Сезар              | (квітень 2015) | -      |                 |      |                   |            |

## Інші відділення
- Жіночий футбол;
- Баскетбол;
- Гандбол.